# SPRFMO
Die SPRFMO (Abkürzung von South Pacific Regional Fisheries Management Organisation) ist die international besetzte südpazifische regionale Fischereiorganisation.

## Geschichte
Der Vertrag zur Gründung der Fischereiorganisation wurde  am 14. November 2009 unterzeichnet. Der Sitz der SPRFMO befindet sich in Neuseelands Hauptstadt Wellington.

### Mitglieder
Mitglieder sind:
- Australien
- Belize
- Chile
- Cookinseln
- Ecuador
- Europäische Union
- Färöer
- Kuba
- Neuseeland
- Panama
- Peru
- Russland
- Südkorea
- Taiwan
- Vanuatu
- Vereinigte Staaten
- Volksrepublik China

Als internationale zwischenstaatliche Organisation von 17 Mitgliedern hat sie sich das Ziel gesetzt, die Fischbestände im Südpazifik zu überwachen und zu bewirtschaften.

## Homepage
- www.sprfmo.int, abgerufen am 16. Februar 2025